# Hylaeus przewalskyi
Hylaeus przewalskyi är en biart som beskrevs av Morawitz 1886. Hylaeus przewalskyi ingår i släktet citronbin, och familjen korttungebin. Inga underarter finns listade i Catalogue of Life.